# 卡姆拜纳卢尔
卡姆拜纳卢尔（Kambainallur），是印度泰米尔纳德邦Dharmapuri县的一个城镇。总人口10847（2001年）。

## 人口
该地2001年总人口10847人，其中男性5611人，女性5236人；0—6岁人口1464人，其中男783人，女681人；识字率53.54%，其中男性为61.66%，女性为44.82%。